# Legends of the Superheroes
O praticamente desconhecido Legends of the Superheroes foi um especial para TV em duas partes exibido pela rede de TV americana NBC in Janeiro de 1979. O filme apresentou sua versão da Liga da Justiça, sendo a primeira aparição como live-action do grupo, na verdade, mais a mais uma adaptação de Super Amigos, que estava em voga na época.

## Os personagens
Adam West, Burt Ward and Frank Gorshin reviveram no especial seus personagens de Batman (série de TV) dos anos 60: Batman, Robin, e o Charada, respectivamente. Outros heróis do show eram Canário Negro, Capitão Marvel, Flash (Barry Allen), Lanterna Verde (Hal Jordan), Eléktron, Gavião Negro, e A Caçadora. Os vilões eram Mordru, Mago do clima, Sinestro, Dr. Silvana, Solomon Grundy, Giganta e Tia Minerva.

## A trama
O esquema do filme era simples (e assim o exigia, dado que era de baixissimo orçamento...): Os heróis eram reunidos por Ciclone Escarlate, um herói aposentado, que queria impedir a bomba de Dr. Silvana de explodir o mundo. (Ciclone foi criado especialmente para o filme e não é um personagem da DC Comics). Mordru cria uma poção para retirar os poderes da Liga da Justiça, mas os próprios vilões acabam acidentalmente tomando-a também.

## Créditos e elenco
- Produzido por: Bill Carruthers
- Dirigido por: Bill Carruthers e Chris Darley
- Escrito por: Mike Marmer, Peter Gallay
- Produtor associado: Joel Stein
- Astros convidados: Jeff Altman (Mago do Clima), Charlie Callas (Sinestro), Gabe Dell (Mordru), Frank Gorshin (Charada), Howard Morris (Dr. Silvana), Mickey Morton (Solomon Grundy), William Schallert (aposentado), Burt Ward (Robin), Adam West (Batman)
- Elenco: A'Leshia Brevard (Giganta), Gartret Craig (Capitão Marvel), Danuta Wesley (Canário Negro), Bill Nuckols (Gavião Negro), Rod Haase (Flash), Barbara Joyce (Caçadora), June Gable (Rhoda Rooter)
- Material adicional por: Mort Greene, Ken Harris
- Diretor de elenco: Lee Guardino
- Diretores de arte: Ed Flesh, Roger Speakman
- Figurino: Warden Neil
- Música: Fred Werner
- Coordenador de dublês: Buddy Joe Hooker
- Diretor de produção: Barry J. Koeb
- Diretora associada: Barbara Roche
- Coordenadora de produção: Pamela Ryan
- Coordenadora de talentos: Judy Schecter
- Assistente de produção: Samuel J. Baum
- Diretores de cena: Arlando Smith, Kevin McDonough, Jennifer Cobb, Ed Duzik
- Diretores técnicos: John B. Field, Bob Kemp
- Consultor de iluminação: Red McKinnon
- Diretor de iluminação: Mark Palius
- Diretor de fotografia: Greg Bunton
- Vídeo: John Palacio, Victor Bagadi
- Áudio: Larry Stevens, Ron Cronkhite
- Editores de videotape: Harvey W. Berger, Andy Shubert
- Cameramen: Jim Balden, Ron Brooks, Jack Denton, Dave Hilmer, Bob Keys, Bill Philbin, Ron Sheldon
- Maquiagem dos personagens especiais: Jack Young, SMA
- Maquiagem: Rudy Horvatich, SMA
- Efeitos animados: Image West, Limited
- Instalações remotas de videotape: Compact Video Systems, Inc.
- Consultor: Sol Harrison
- Produtor executivo: Joseph Barbera
- Executivo em cargo de produção: Louis M. "Deke" Heyward
- Baseado nos personagens das revistas Justice League of America publicadas por DC Comics Inc.